# Bosselshausen
Bosselshausen (prononcé [bɔsəlsawzən]) est une commune française de la plaine d'Alsace située à 30,4 km au nord-ouest de Strasbourg, dans la circonscription administrative du Bas-Rhin et, depuis le 1er janvier 2021, dans le territoire de la Collectivité européenne d'Alsace, en région Grand Est.
Entre 1974 et 2007, elle a fait partie de la commune de Kirrwiller-Bosselshausen.
Cette commune se trouve dans la région historique et culturelle d'Alsace.
En 2020, la population légale est de 172 habitants.

## Géographie

### Localisation
Bosselshausen est située à 30,4 km au nord-ouest de Strasbourg, non loin de Bouxwiller (2,9 km) dans la plaine d'Alsace, et 23 km de Wingen-sur-Moder.

### Communes limitrophes
| Bouxwiller |               | Kirrwiller  |
|            | Bosselshausen | Issenhausen |
| Geiswiller |               | Zoebersdorf |

### Sismicité
Commune située dans une zone de sismicité moyenne.

### Géologie et relief
La commune se compose de 299,86 hectares de territoires agricoles (91,98 %) et 26,25 hectares de forêts et milieux semi-naturels (8,05 %).
Forêts domaniales de la Petite-Pierre et d’Ingwiller, Bois de Breit Schloss.
Village de milieu rural. Waltorf, un hameau disparu, situé pour l’essentiel sur le territoire de Bosselshausen, dans la vallée de l’Embsbaechel.
Zone naturelle d'intérêt écologique, faunistique et floristique (ZNIEFF] Paysage de collines avec vergers du Pays de Hanau.

### Hydrographie et les eaux souterraines
Le réseau hydrographique concerné appartient au Bassin Rhin-Meuse.
Hydrogéologie et climatologie
Système d’information pour la gestion des eaux souterraines du bassin Rhin-Meuse]
Territoire communal : Occupation du sol (Corinne Land Cover); Cours d'eau (BD Carthage),
Géologie : Carte géologique; Coupes géologiques et techniques,
Hydrogéologie : Masses d'eau souterraine; BD Lisa; Cartes piézométriques.

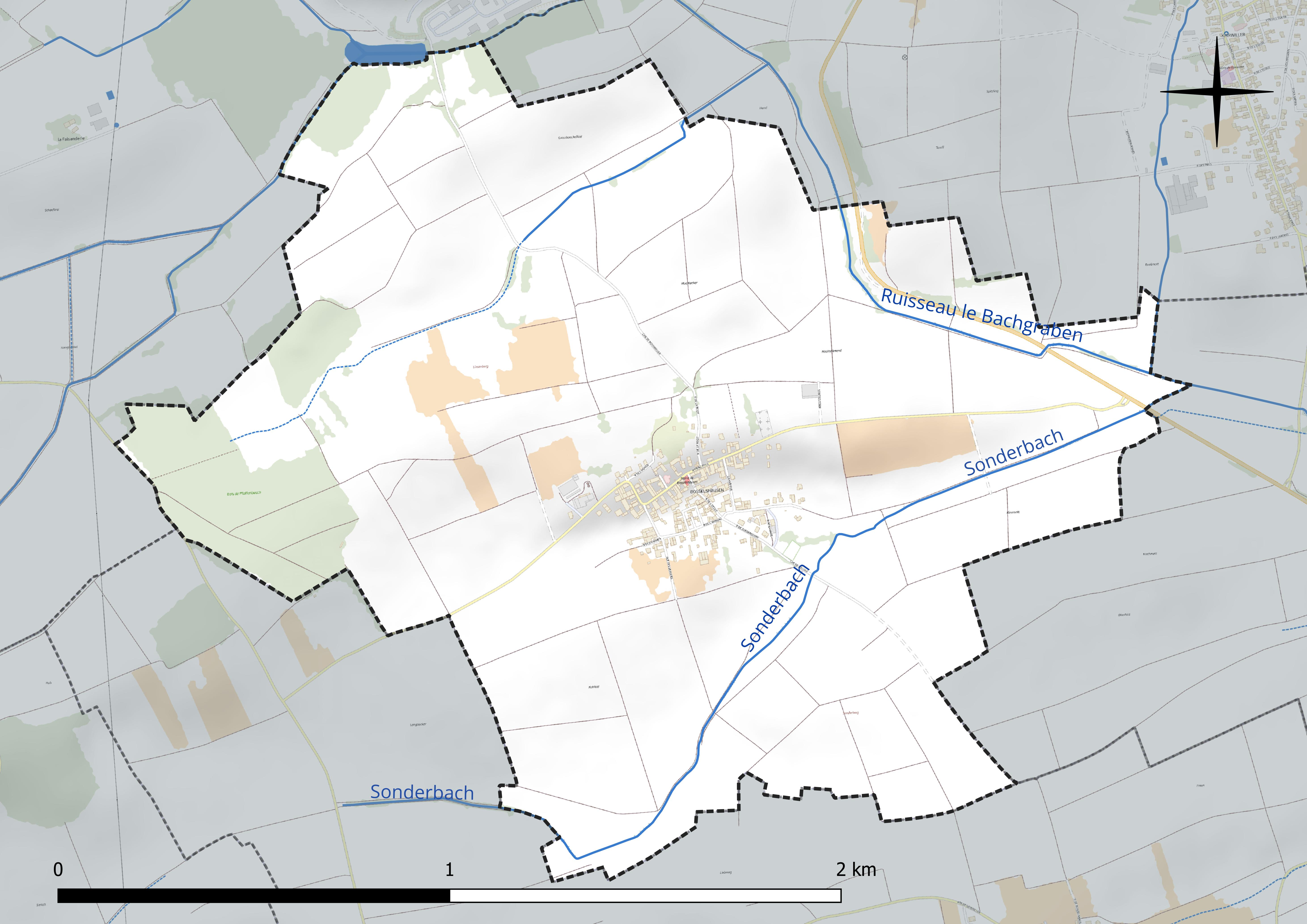
Réseau hydrographique de Bosselshausen.

Cours d'eau traversant la commune :
- Ruisseau le Bachgraben[7],
- Ruisseau le Sonderbach[8].

#### Assainissement collectif
La gestion du service d'assainissement collectif de la commune est assurée par le Syndicat intercommunal pour la collecte et le traitement des eaux usées (SICTEU). Les communes de Bosselshausen et Kirrwiller sont adhérentes au SICTEU de Hochfelden et environs, mais ne font pas partie de la Communauté de communes du Pays de la Zorn,,.

### Climat
Pour des articles plus généraux, voir Climat du Grand Est et Climat du Bas-Rhin.
En 2010, le climat de la commune est de type climat des marges montargnardes, selon une étude du Centre national de la recherche scientifique s'appuyant sur une série de données couvrant la période 1971-2000. En 2020, Météo-France publie une typologie des climats de la France métropolitaine dans laquelle la commune est exposée à un climat semi-continental et est dans la région climatique  Vosges, caractérisée par une pluviométrie très élevée (1 500 à 2 000 mm/an) en toutes saisons et un hiver rude (moins de 1 °C).
Pour la période 1971-2000, la température annuelle moyenne est de 10,4 °C, avec une amplitude thermique annuelle de 17,6 °C. Le cumul annuel moyen de précipitations est de 836 mm, avec 10,7 jours de précipitations en janvier et 10,5 jours en juillet. Pour la période 1991-2020, la température moyenne annuelle observée sur la station météorologique de Météo-France la plus proche, « Uhrwiller_sapc », sur la commune de Uhrwiller à 10 km à vol d'oiseau, est de 10,9 °C et le cumul annuel moyen de précipitations est de 740,0 mm. 
La température maximale relevée sur cette station est de 38,7 °C, atteinte le 7 août 2015 ; la température minimale est de −18 °C, atteinte le 20 décembre 2009,,.
Les paramètres climatiques de la commune ont été estimés pour le milieu du siècle (2041-2070) selon différents scénarios d'émission de gaz à effet de serre à partir des nouvelles projections climatiques de référence DRIAS-2020. Ils sont consultables sur un site dédié publié par Météo-France en novembre 2022.

### Intercommunalité
Bosselshausen est intégrée dans la communauté de communes de Hanau-La Petite Pierre.

## Urbanisme

### Typologie
Au 1er janvier 2024, Bosselshausen est catégorisée commune rurale à habitat dispersé, selon la nouvelle grille communale de densité à sept niveaux définie par l'Insee en 2022.
Elle est située hors unité urbaine et hors attraction des villes,.

### Occupation des sols
L'occupation des sols de la commune, telle qu'elle ressort de la base de données européenne d’occupation biophysique des sols Corine Land Cover (CLC), est marquée par l'importance des territoires agricoles (92,3 % en 2018), en augmentation par rapport à 1990 (91 %). La répartition détaillée en 2018 est la suivante : 
terres arables (73,9 %), zones agricoles hétérogènes (10,6 %), cultures permanentes (7,8 %), forêts (7,7 %). L'évolution de l’occupation des sols de la commune et de ses infrastructures peut être observée sur les différentes représentations cartographiques du territoire : la carte de Cassini (XVIIIe siècle), la carte d'état-major (1820-1866) et les cartes ou photos aériennes de l'IGN pour la période actuelle (1950 à aujourd'hui).

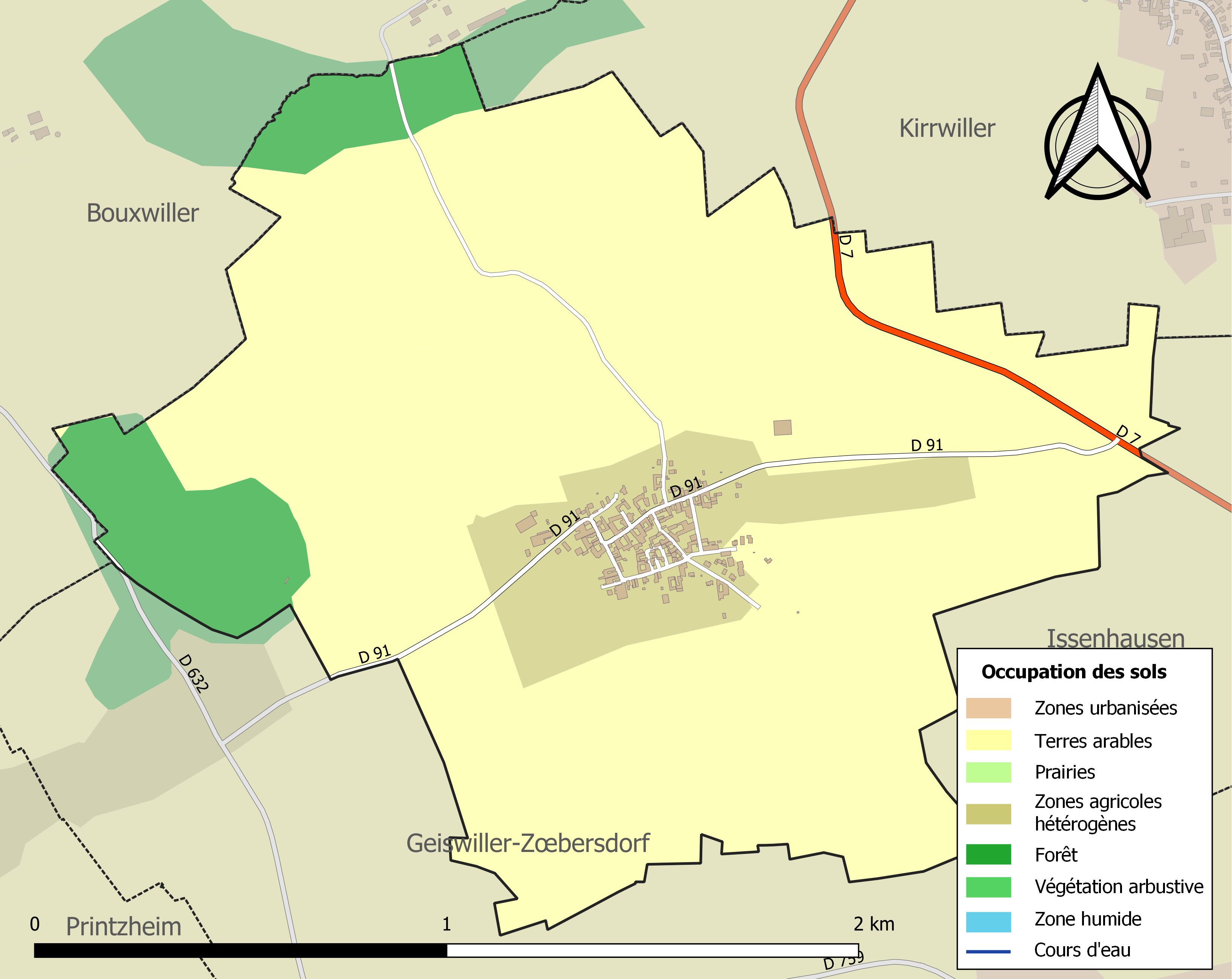
Carte des infrastructures et de l'occupation des sols de la commune en 2018 (CLC).

### Voies de communications et transports

#### Voies routières
- D91 > D632 vers Rieheim, Geiswiller-Zoebersdorf[25].
- D91 > D69 vers Kirwiller.

#### Transports en commun

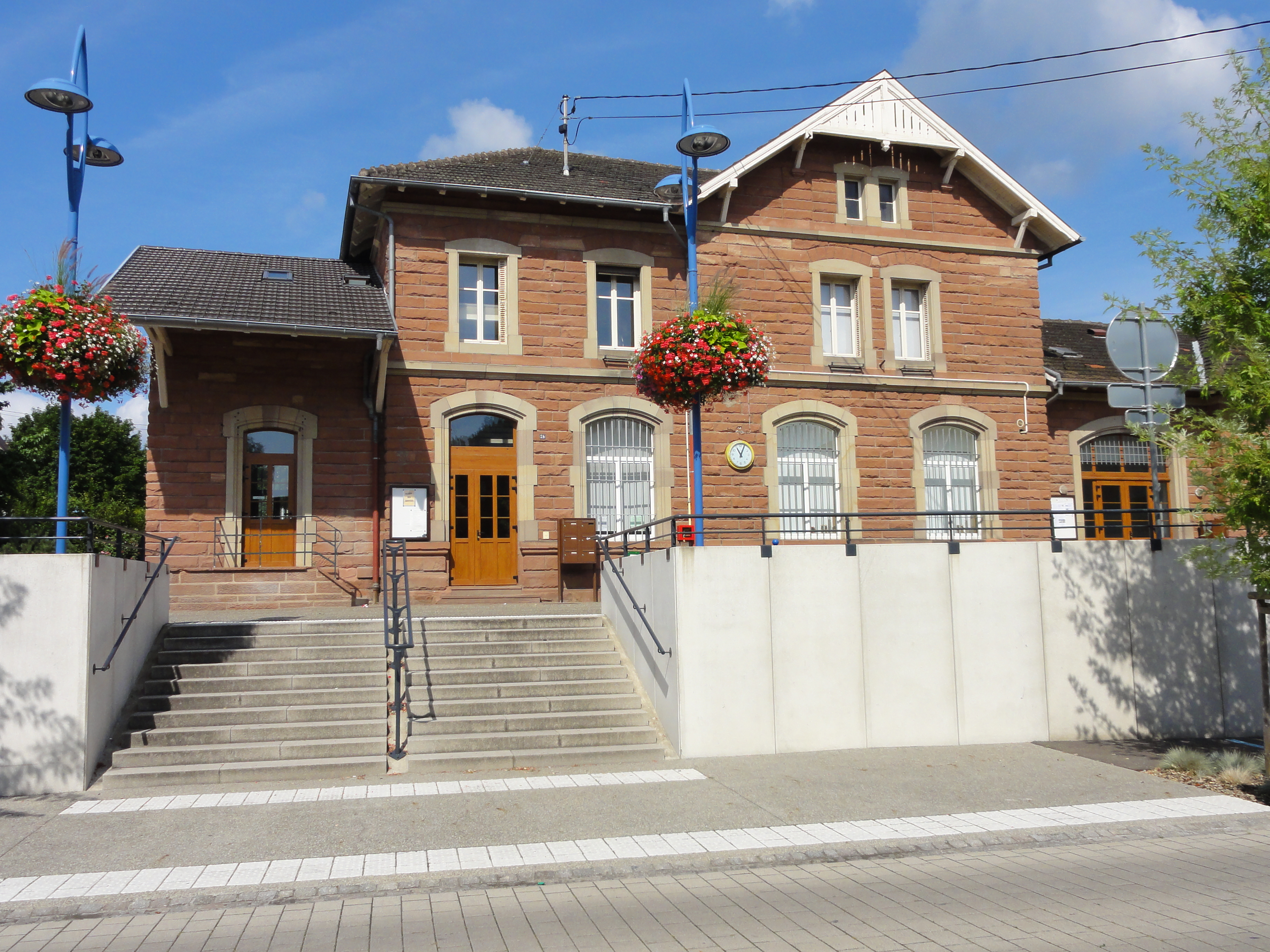
La Gare d'Ingwiller.

- Transports en Alsace.
- Fluo Grand Est.

##### SNCF
- Gare de Dettwiller,
- Gare d'Obermodern,
- Gare de Steinbourg,
- Gare d'Ingwiller,
- Ancienne Gare de Zornhoff-Monswiller.

## Toponymie
Le nom de la localité est attesté sous les formes in villa vel marca. Buozolteshusa en 840, Bossulczhusen en 1371, Bosseitzhusen en 1440.
Selon Albert Dauzat et Charles Rostaing : Issu d'un nom d'homme germanique Buozolt et du germanique hus, "all.Haus" (maison).
- Pourrait provenir du prénom germanique Boswald composé de Bos (méchant) et de Waldan  (commander), avec en suffixe Hausen (maisons).

## Histoire
Bosselshausen, dans les possessions alsaciennes avant la Guerre de Trente Ans, relevait du bailliage de Bouxwiller.
Description de Bosselshausen en 1702 : « Posselshus est un lieu situé dans un fond, son église ruinée entièrement. » (rapport de l'ingénieur militaire de Neuf-Brisach Guillin,).
Le 1er mars 1974, Bosselshausen fusionne avec Kirrwiller.
Un arrêté du préfet de la Région Alsace du 29 décembre 2006 et publié au journal officiel le 23 janvier 2007, officialise la séparation de Bosselshausen et de Kirrwiller avec effet rétroactif au 1er janvier 2007. Cette création fait passer le nombre de communes en France à 36 686.

## Politique et administration

### Liste des maires
| Période                                  | Période                   | Identité                                                | Étiquette | Qualité                             |
| ---------------------------------------- | ------------------------- | ------------------------------------------------------- | --------- | ----------------------------------- |
| Les données manquantes sont à compléter. |                           |                                                         |           |                                     |
| janvier 2007                             | février 2007              | délégation spéciale                                     |           |                                     |
| février 2007                             | mars 2008                 | Laurence Jost                                           |           | Professeure d’histoire-géographie   |
| mars 2008                                | En cours (au 05 mai 2023) | Laurence Jost-Lienhard, Réélue pour le mandat 2020-2026 |           | Professeur, profession scientifique |

### Budget et fiscalité 2023

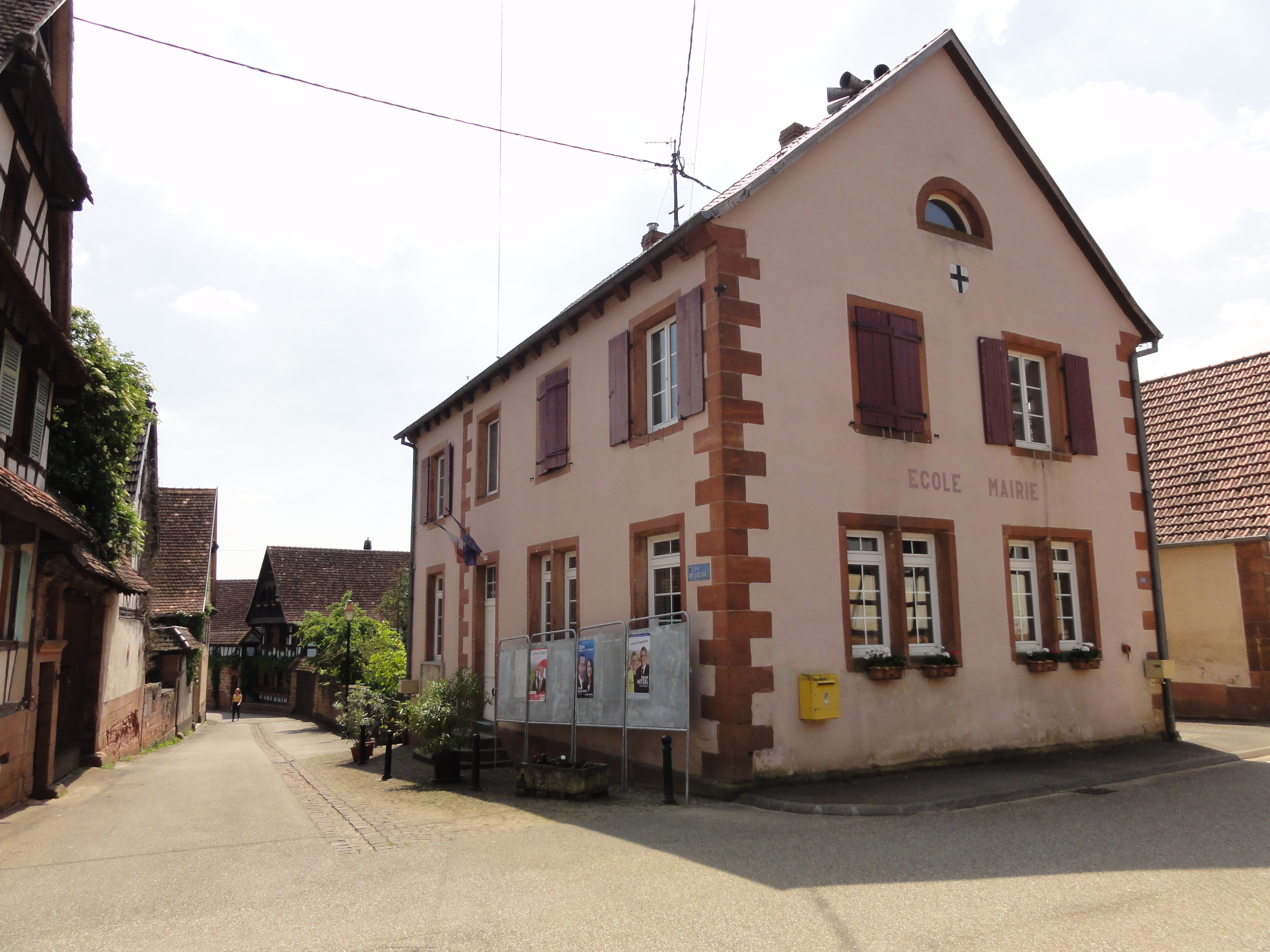
La mairie-école (XIXe siècle).

En 2023, le budget de la commune était constitué ainsi :
- total des produits de fonctionnement : 155 000 €, soit 868 € par habitant ;
- total des charges de fonctionnement : 114 000 €, soit 697 € par habitant ;
- total des ressources d'investissement : 41 000 €, soit 958 € par habitant ;
- total des emplois d'investissement : 47 000 €, soit 771 € par habitant ;
- endettement : 480 000 €, soit 2 697 € par habitant.

Avec les taux de fiscalité suivants :
- taxe d'habitation : 14,91 % ;
- taxe foncière sur les propriétés bâties : 28,28 % ;
- taxe foncière sur les propriétés non bâties : 65,34 % ;
- taxe additionnelle à la taxe foncière sur les propriétés non bâties : 0,00 % ;
- cotisation foncière des entreprises : 0,00 %.

Chiffres clés Revenus et pauvreté des ménages en 2021 : médiane en 2021 du revenu disponible, par unité de consommation : 26 240 €.

## Population et société

### Démographie

#### Évolution démographique
L'évolution du nombre d'habitants est connue à travers les recensements de la population effectués dans la commune depuis 1793. Pour les communes de moins de 10 000 habitants, une enquête de recensement portant sur toute la population est réalisée tous les cinq ans, les populations de référence des années intermédiaires étant quant à elles estimées par interpolation ou extrapolation. Pour la commune, le premier recensement exhaustif entrant dans le cadre du nouveau dispositif a été réalisé en 2008.

En 2022, la commune comptait 176 habitants, en évolution de +8,64 % par rapport à 2016 (Bas-Rhin : +3,17 %, France hors Mayotte : +2,11 %).
| 1793 | 1800 | 1806 | 1821 | 1831 | 1836 | 1841 | 1846 | 1851 |
| ---- | ---- | ---- | ---- | ---- | ---- | ---- | ---- | ---- |
| 240  | 243  | 268  | 455  | 364  | 334  | 305  | 318  | 290  |

| 1856 | 1861 | 1866 | 1871 | 1875 | 1880 | 1885 | 1890 | 1895 |
| ---- | ---- | ---- | ---- | ---- | ---- | ---- | ---- | ---- |
| 280  | 265  | 259  | 264  | 287  | 304  | 283  | 280  | 274  |

| 1900 | 1905 | 1910 | 1921 | 1926 | 1931 | 1936 | 1946 | 1954 |
| ---- | ---- | ---- | ---- | ---- | ---- | ---- | ---- | ---- |
| 263  | 256  | 260  | 252  | 265  | 269  | 232  | 219  | 211  |

| 1962 | 1968 | 2006 | 2008 | 2013 | 2018 | 2022 | - | - |
| ---- | ---- | ---- | ---- | ---- | ---- | ---- | - | - |
| 191  | 170  | 174  | 173  | 158  | 170  | 176  | - | - |

L'arrêté du ministère de l'intérieur du 23 janvier 2007 attribue une population de 179 habitants à la commune.

### Enseignement
Établissements d'enseignements :

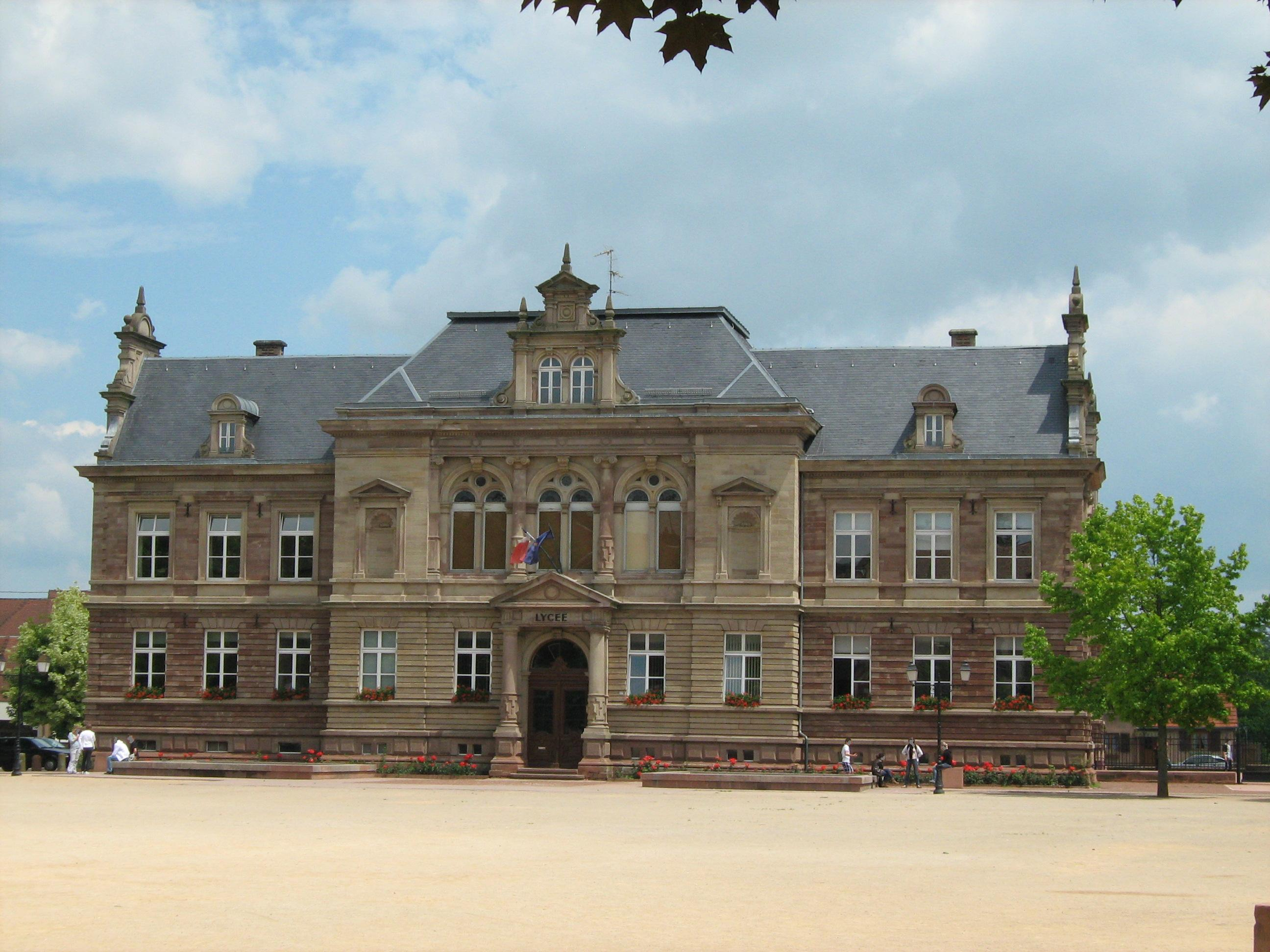
Lycée de Bouxwiller en Basse-Alsace.

- Écoles maternelles et primaires à Kirrwiller, Printzheim, Bouxwiller, Ringendorf, écoles de la Décapole de Wickersheim-Wilshausen,
- Collèges à Bouxwiller, Dettwiller, Hochfelden, Ingwiller, Val-de-Moder,
- Lycées à Bouxwiller, Saverne.

### Santé
Professionnels et établissements de santé :
- Médecins à Alteckendorf, Hochfelden, Dettwiller, Ingwiller,
- Pharmacies à Hochfelden, Dettwiller,Ingwiller,
- Hôpitaux à Ingwiller, Saverne, Reutenbourg, Brumath.

### Cultes
- Paroisse protestante de Kirrwiller/Bosselshausen/Issenhausen[43],[44].
- Église catholique Saint-Martin de Kirrwiller[45], Diocèse de Strasbourg.

### Animations
Les associations locales de Bosselshausen et de la communauté de communes organisent diverses manifestations et de nombreuses activités festives et sportives tout au long de l’année, pour tous les publics.

## Économie

### Entreprises et commerces

#### Agriculture
- Culture et élevage associés.
- Élevage de vaches laitières.
- Culture de céréales, de légumineuses et de graines oléagineuses.
- Culture et élevage associés.

#### Tourisme
- Musée judéo-alsacien de Bouxwiller.
- Musée du cristal Lalique à l'ancien site verrier du Hochberg à Wingen-sur-Moder, dont le réaménagement a été réalisé par l'agence Wilmotte.

#### Commerces
- Commerces et services de proximité à Bouxwiller[48].

## Culture locale et patrimoine

### Lieux et monuments
- L'église luthérienne actuelle de 1891, église paroissiale Saint-Jacques, conserve dans la partie intérieure de son clocher-chœur latéral des éléments de l'ancienne tour du XIVe siècle[49].

Cloche de 1861, de Edel Louis (fondeur de cloches).
Objets mobiliers et décors.
Orgue,.
Vitraux de l'atelier Ott frères (peintre-verrier),.
- La mairie-école[56].
- Maisons et fermes des XVIIIe et XIXe siècles[57],[58].
- Monument funéraire de Marguerite Schweyer née Ertz, par Joseph Bernasconi, sculpteur originaire de Lugano, ville de Suisse, se situant en Suisse italienne, dans le canton du Tessin[59].
- Tombes cimetière[60].
- Monument aux morts[61] : Conflits commémorés : Guerres 1914-1918 - 1939-1945.

### Galerie

Patrimoine civil et militaire
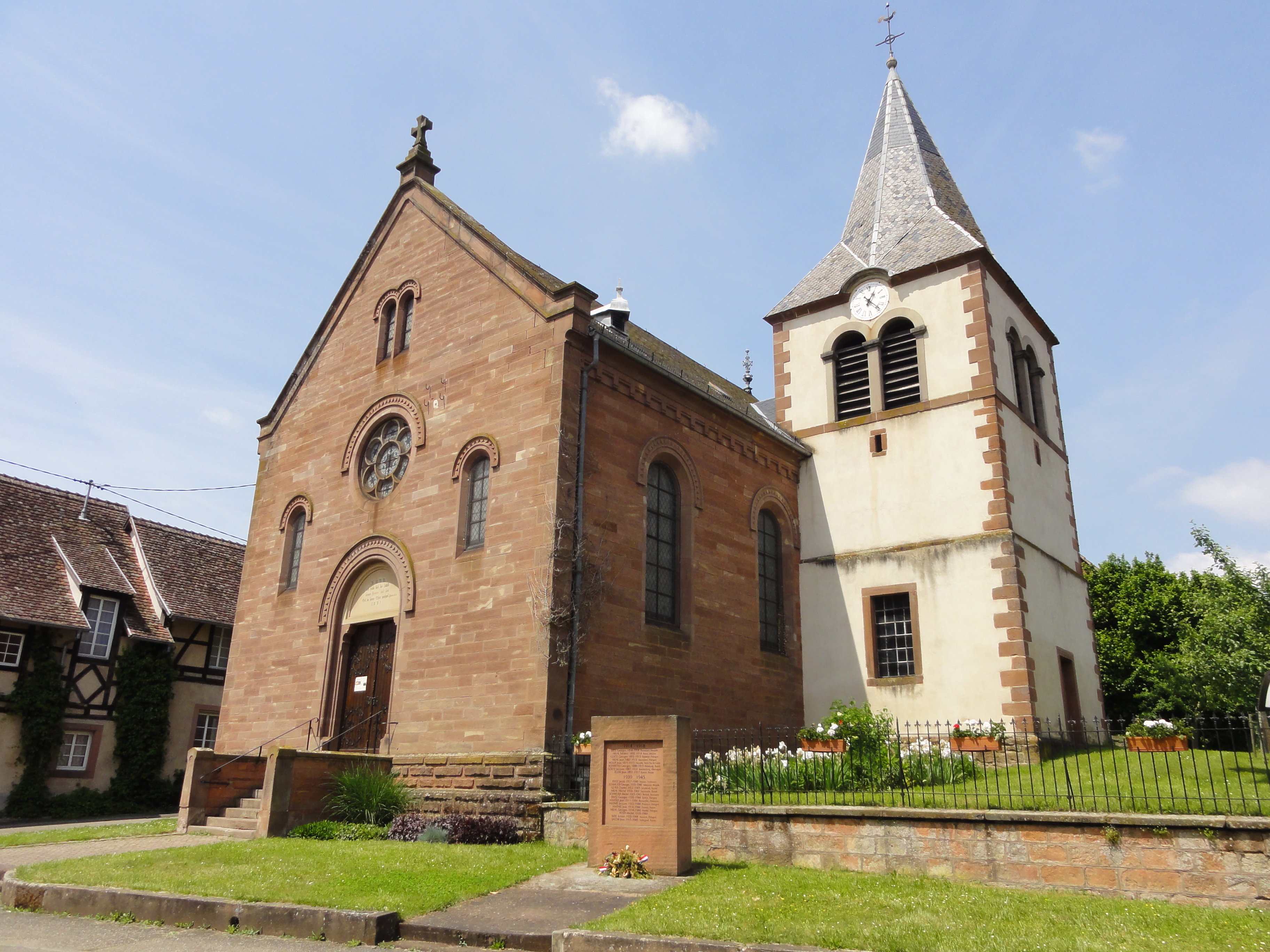
L'église luthérienne.
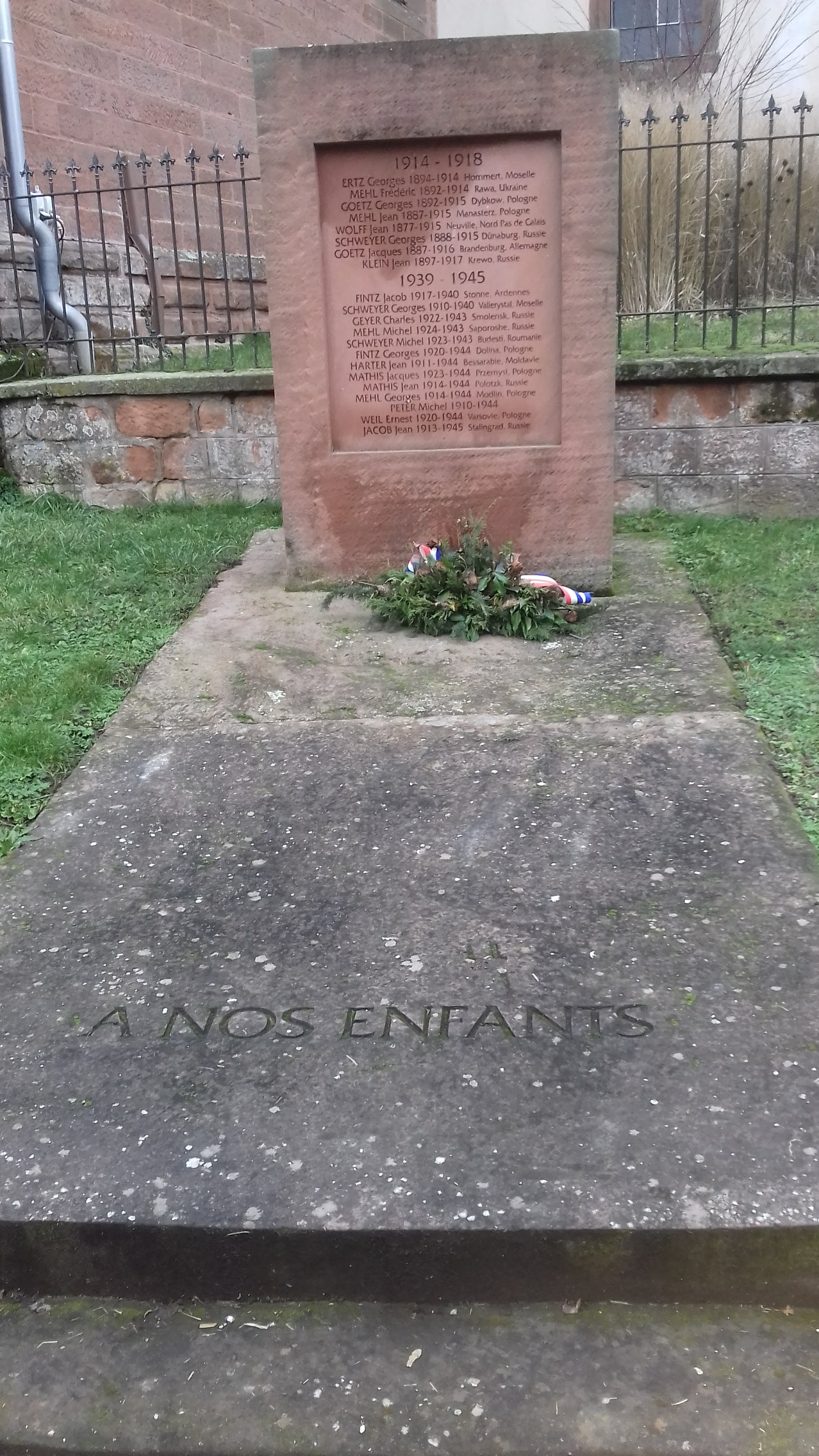
Le monument aux morts[62].
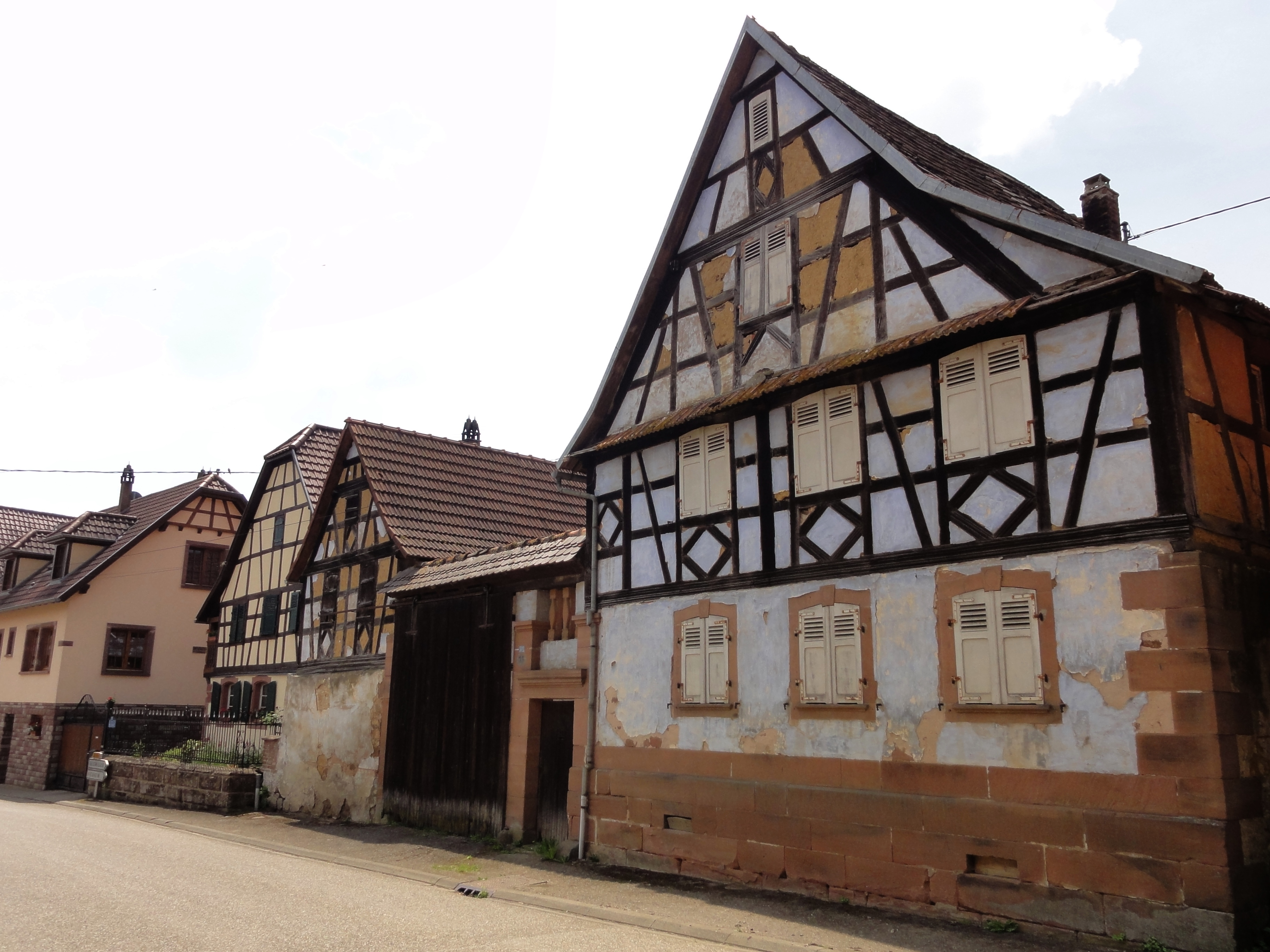
Ferme (XVIIIe et XIXe siècles), 27 rue Principale[63].
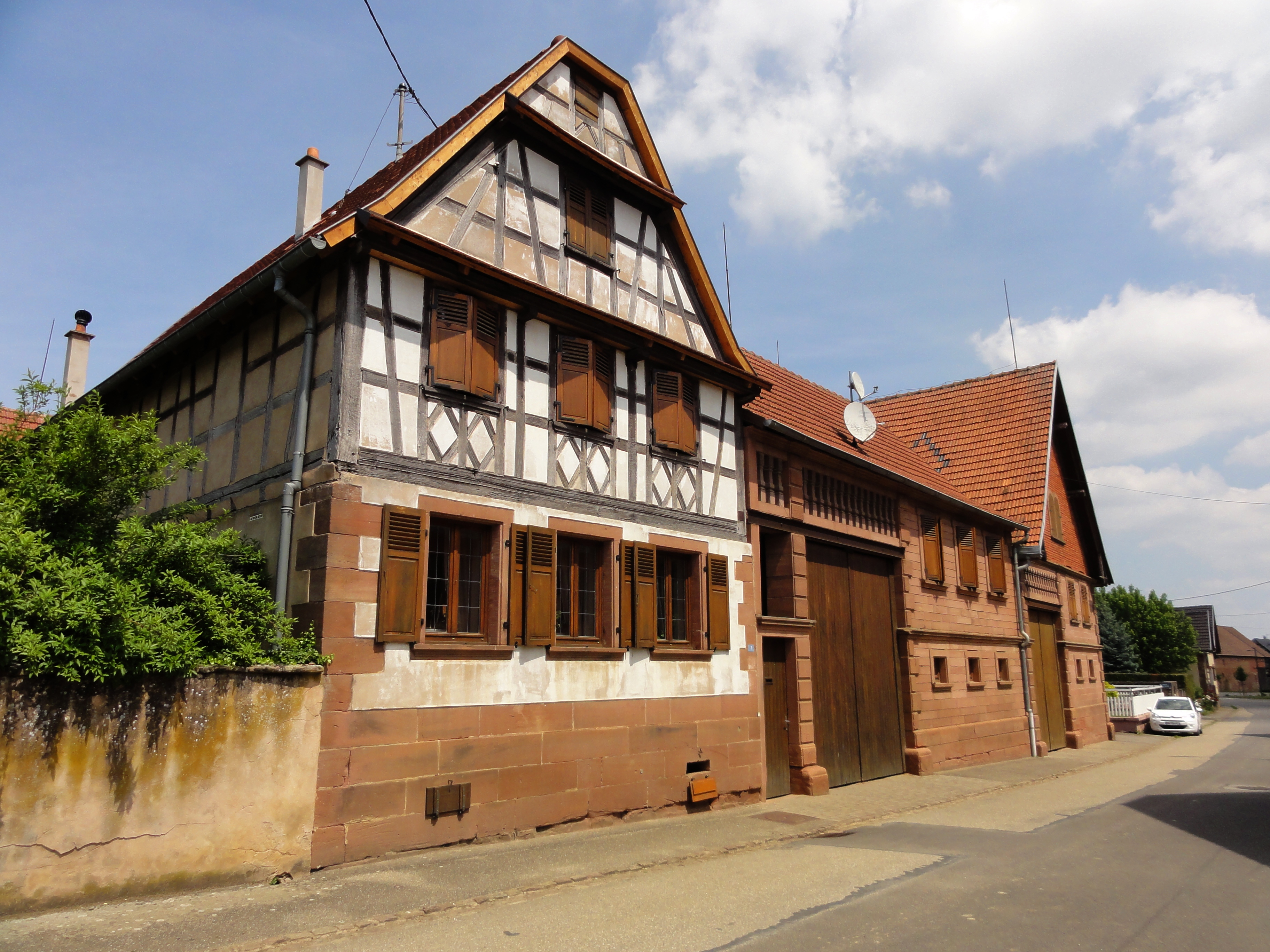
Ferme, 7 rue de l'Anneau[64].
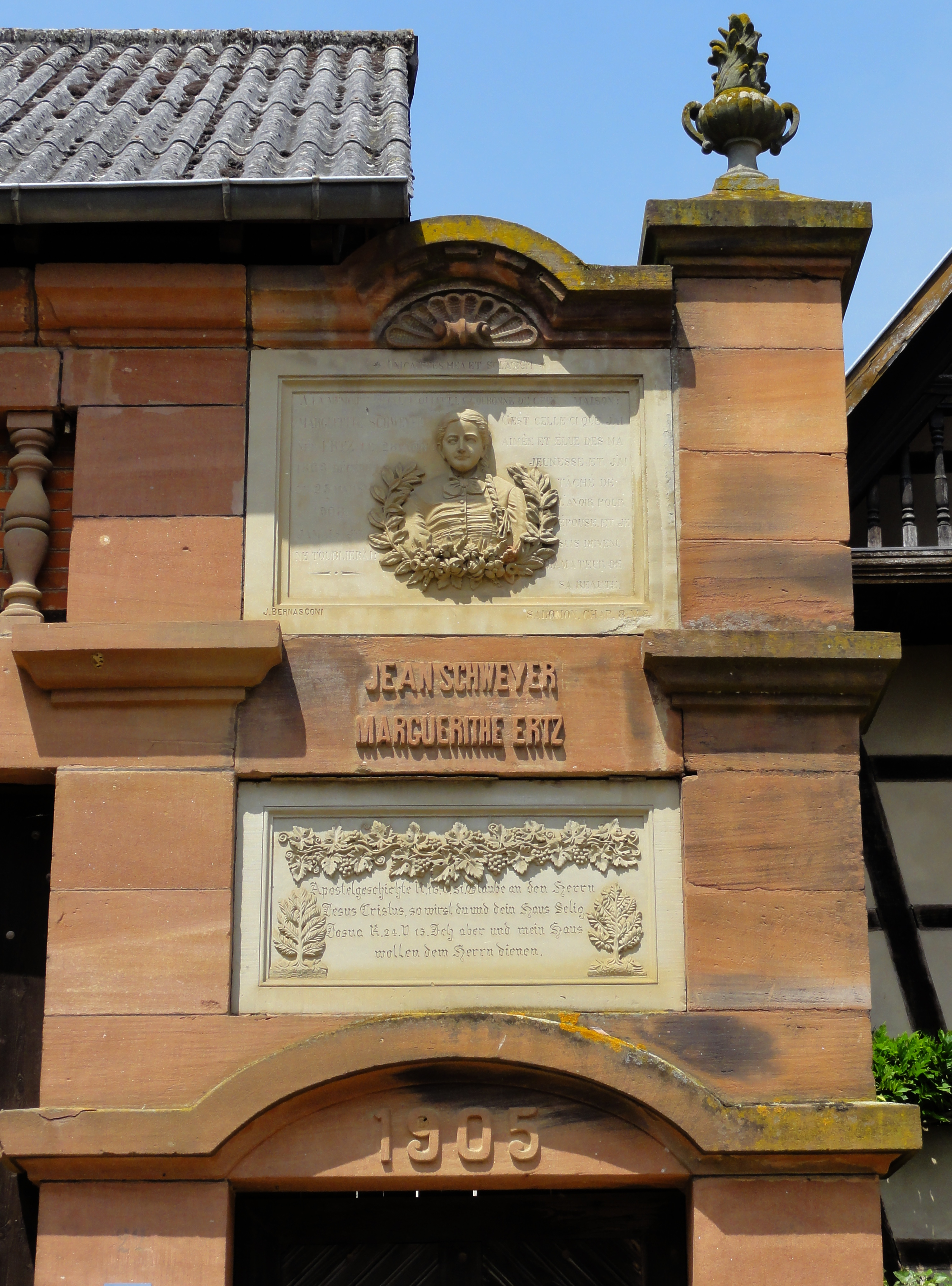
Détail ferme, 12 rue Principale[65],[66].

### Héraldique
| Blason de Bosselshausen | Blason  | D’argent à la croix de sable. |
| Blason de Bosselshausen | Détails | Après la guerre de Trente Ans de nouvelles familles se sont établies dans la commune, notamment plusieurs familles suisses. Ce qui vaut encore aujourd’hui aux habitants le sobriquet de « Schwitzer » et rappellent l'Ordre teutonique établi à Bosselshausen au XVIe siècle. |